# Історія Таранто
Історія Таранто сягає 8 століття до нашої ери, коли місто було засноване як грецька колонія, відома під назвою Тарас.

## Грецький період

### Заснування та велич

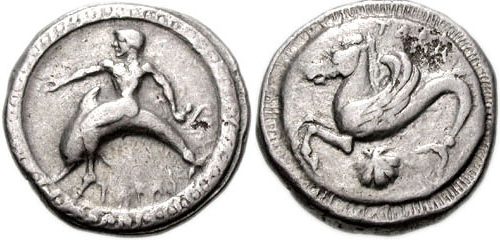
Стародавня монета з Таранто, з епонімом Тарас, героєм, який пересувається верхи на дельфіні.

Таранто був заснований у 706 р. до н. е. доріанськими іммігрантами, вихідцями зі Спарти. Його походження своєрідне: засновниками були Парфенії, сини неодружених спартанок і періоеки (вільні чоловіки, але не громадяни Спарти); ці союзи були встановлені спартанцями для збільшення кількості солдатів (воїнами могли стати лише громадяни Спарти) під час кровопролитної Першої Мессенської війни, але пізніше вони були анульовані, і сини були змушені піти. Згідно з легендою, вождь парфян Фалант відправився у Дельфи, щоб порадитися з оракулом, і отримав загадкову відповідь, про те, що він повинен знайти місто, де з ясного неба падає дощ. Після усіх невдалих спроб захопити придатне місце для заснування колонії, Фалант впап у відчай, через те, що був переконаний, що завдання від оракула було неможливим для виконання, хоча дружина до останнього старалась його втішати. Вона поклала його голову собі на коліна і сама зневірилась. Коли Фалант відчув, каплі її сліз на своєму чолі, він нарешті зрозумів значення оракула, бо ім'я його дружини означало чисте небо. Гавань Таранто в Апулії була неподалік, і він вирішив, що вона має стати новим місцем для вигнанців. Партенії прибули і заснували місто, назвавши його Тарасом на честь сина грецького бога моря Посейдона і місцевої німфи Сатиріон. Одна з ідей каже, що Тарас був заснований у 707 році до нашої ери, спартанцями, народженими під час Мессенської війни, що були синами вільних жінок і поневолених батьків. За іншими даними, місто заснував Геракл. Інша традиція вказує на самого Тараса як на засновника міста; символом грецького міста (як і сучасного) є зображення Тараса верхи на дельфіні. Таранто збільшував свою могутність, ставши торгівельною владою та суверенним містом Великої Греції, що панувало над грецькими колоніями на півдні Італії.
На початку Таранто був монархією, ймовірно, за зразком тієї, що панувала над Спартою; за Геродотом (III 136), близько 492 року до нашої ери містом правив цар Арістофілід. Експансія Таранто була обмежена узбережжям через опір населення внутрішньої Апулії. У 472 р до н. е., Таранто уклала союз з Реджо-Калабрією, щоб протистояти Іапугським племенам Мессапів і Певкет, і Оскано-розмовляючих Луканів (див. Іапуго-Тарентинові війни), але спільні армії тарентинців і реджо-калібрійців були розбиті під Чельє-Мессапікою і саме тому Геродот стверджує, що це найбільше вбивство греків, яке йому відомо, з 3000 вбитими реггіанцями та незліченною кількістю тарентинців. За словами Аристотеля, який ухвалював уряд, у 466 р. до н. е. Таранто знову зазнав поразки від япігійців; було вбито стільки аристократів, що демократична партія змогла отримати владу, усунути монархію, запровадити демократію та вигнати піфагорійців . Як і Спарта, Тарент був аристократичною республікою, але став демократичним, коли стародавнє дворянство скоротилося.
Однак піднесення демократичної партії не послабило зв'язків Таранто з її материнським містом Спарта. Фактично, Таранто підтримав сторону Пелопоннеса проти Афін у Пелопоннеській війні, відмовився від якірної стоянки та води до Афін у 415 році до нашої ери і навіть відправив кораблі на допомогу пелопоннесам після афінської катастрофи на Сицилії. З іншого боку, Афіни підтримували мессапян, щоб протистояти владі Таранто.

Карта грецьких колоній у Південній Італії (Велика Греція)

У 432 р. до н. е., після кількох років війни, Таранто підписав мирний договір з грецькою колонією Турій ; обидва міста внесли особистий внесок у заснування колонії Гераклеї, яка швидко потрапила під контроль Таранто. У 367 році до нашої ери Карфаген і етруски підписали пакт, для протистояння владі Таранто в Південній Італії.
Під правлінням свого найбільшого державного діяча, стратега і головнокомандувача армією, філософа і математика Архіта, Таранто досяг свого піку могутності та багатства; це було наймогутніше місто Великої Греції, головний торговий порт Південної Італії, який виробляв і експортував товари до та з батьківщини Греції, а також мав найбільшу армію та найбільший флот у Південній Італії. Однак в 347 р. до н. е., після смерті Архіта, місто почало повільно, але неминуче занепадати; першою ознакою зниження могутності міста була його нездатність створити армію, оскільки тарентійці надавали більшу перевагу використанню власного могутнього багатства, для наймання вояк, над тим, щоб залишати свої прибуткові професії.
У 343 році до н. е. Таранто звернувся за допомогою у боротьбі проти варварів до свого материнського міста Спарти прямо перед обличчям агресії з боку Ліги Брутів. У 342 році до нашої ери Архідам III, король Спарти, прибув до Італії з армією та флотом для боротьби з луканцями та їхніми союзниками. У 338 р. до н. е., під час битви при Мандурії, спартанська і тарентійська армії були розбиті прямо перед стінами самої Мандурії (нині в провінції Таранто), а Архідам був убитий.
У 333 р. до н. е., все ще стурбовані своїми італійськими сусідами, тарентийці покликали епіротського царя Олександра Молоса для боротьби з бруттами, самнітами та луканцями, але пізніше він зазнав поразки та був вбитий у битві при Пандосії (поблизу Козенци) у 331 р. до н. е. У 320 році до нашої ери між Таранто і самнітами був підписаний мирний договір. У 304 році до нашої ери на Таранто напали луканці і попросили допомоги у Агафокла тирана Сіракуз, короля Сицилії . Агафокл прибув до Південної Італії і взяв під контроль Брутій (сучасна Калабрія), але згодом його відкликали до Сіракуз. У 303—302 рр. до н. е. Клеонім зі Спарти уклав союз із Таранто проти луканців і почав проти них воювати.
Арнольд Дж. Тойнбі, вчений-класик, викладав в Оксфорді та інших престижних англійських університетах, зробив оригінальну та остаточну роботу про Спарту (напр. The Journal of Hellenic Studies, vol. xxxiii 1913 p. 246-275), схоже мав певні сумніви щодо спартанського походження Тарента (Таранто). У своїй книзі A Study of History vol. iii p. 52 він написав: "... Тарент, який стверджував про спартанське походження; але, навіть якщо це твердження відповідало історичному факту...". Попередня формулювання, означає, що докази не є переконливими або ж навіть не підтверджують достовірності того, що Тарент (Таранто) був спартанською колонією.

### Війни проти Риму

#### Перші протистояння
На початку 3 століття до нашої ери зростання потужності Риму почало лякати Таранто, особливо в плані панування на морі та контролю над грецькими колоніями у Великій Греції. Після капітуляції самнітів у 290 році до нашої ери, римляни заснували багато колоній в Апулії та Луканії . Крім того, деякі міста-держави Великої Греції, такі як Реджо-Калабрія, Кротон і Локрі, попросили у Риму військової допомоги через війни, які вони вели із сусідами. Крім того, Турій, який знаходився на Тарантській затоці під владою Тарента, в 282 році до нашої ери після нападу лучан попросив у Риму допомоги. Ця ситуація неминуче призвела до конфлікту між Таранто та Римом, оскільки Таранто відчував, що Рим втручається у справи грецьких колоній на півдні Італії, які тарентийці вважали своїм пануванням.
У той час у Таранто були присутні дві політичні партії. Домінуючими були демократи на чолі з Філохарісом або Айнезієм; вони були проти Риму, бо знали, що якби римляни увійшли в Таранто, греки втратили б свою незалежність. Другою фракцією в Таранто були аристократи на чолі з Агісом; вони втратили свою владу, коли Таранто став демократією, і не виступали проти капітуляції Риму, оскільки це б збільшило їхній вплив у місті, зменшивши владу демократів. Проте аристократи не бажали відкрито здаватися Риму і ставати ніким серед населення.
У той час Таранто поспішав укласти угоду з Римом, згідно з якою римські кораблі не зможуть увійти в Тарантську затоку, оскільки мав найпотужніші військово-морські сили в Італії .
У 282 р. до н. е. Рим відправив флот з військами до гарнізону Турій, під керівництвом адмірала Луція Валерія, але десять кораблів потрапили під бурю і прибули у море Таранто під час святкового дня (свята Діоніса). Це викликало гнів тарентійців, які вважали це ворожим актом, відкрито конфліктуючим з пактом, який забороняв в'їзд у Тарантську затоку римським кораблям, і у відповідь напали на римський флот: тарентійський флот потопив чотири римські кораблі і захопив п'ятий. На думку деяких істориків, римські полководці Публій Корнелій і Луцій Валерій попросили тарентійських аристократів заарештувати та стратити демократів та їхніх послідовників під час прибуття римського флоту, що дозволило б аристократам очолити місто та підписати союз з Римом.
Армія і флот Таранто рушили до Турії і допомагали демократам вигнати аристократів. Римський гарнізон, розміщений у Турії, відступив.

#### Піррова війна

Найважливіші місця війн проти Риму

Рим відправив дипломатів до Таранто, але переговори були перервані тарентійцями: Філонід, член народної партії, ображав та знущався із римського посла Постумія. Сенат оголосив війну Таранто, і тарентійці вирішили покликати на допомогу епірського царя Пірра. У 281 році до нашої ери римські легіони під командуванням Луція Емілія Барбули увійшли в Таранто і пограбували його. Тоді Таранто з підкріпленням самнітів і салентинців зазнав поразки у битві проти римлян. Після тієї битви, греки вибрали Агіса для підписання перемир'я та початку дипломатичних переговорів. Ці переговори були також перервані, коли до міста увійшли 3000 воїнів з Епіру під командуванням Кінея. Римський консул відступив і зазнав втрат від нападів грецьких кораблів.
Пірр вирішив допомогти Таранто, тому що був у боргу перед ними — так як раніше вони йому допомогли підкорити острів Коркіра . Він також знав, що може розраховувати на допомогу самнітів, лучан, бруттів та деяких іллірійських племен . Його основною метою було підкорити Македонію, але він не мав достатньо грошей, щоб набрати солдатів. Він планував допомогти Таранто, потім відправитися на Сицилію і напасти на Карфаген . Після перемоги у війні проти Карфагена та захоплення південної Італії він мав би достатньо грошей, щоб організувати сильну армію та захопити Македонію.
Перед тим, як залишити Епір, він позичив кілька фаланг у македонського царя і вимагав кораблі та гроші від сирійського царя Антіоха та Антігона II Гоната . Єгипетський цар також пообіцяв відправити 9000 солдатів і 50 бойових слонів . Ці сили повинні були захищати Епір, поки Пірра не було. Він вербував солдатів і в Греції, оскільки грецькі міста хотіли уникнути війни з Епіром, хоча грецькі колонії в Італії їх не цікавили. Навесні 280 року до нашої ери Пірр без втрат висадився в Італії. Він мав 20 000 піхотинців (копанець з Епіру та Македонії, найманці гопліти з усієї Греції та пельтасти), 500 пращників, 2 000 лучників, 3 000 елітної кінноти з Фессалії та 20 бойових слонів.
Почувши про прибуття Пірра в Італію, римляни мобілізували вісім легіонів з допоміжними військами, загальною кількістю близько 80 000 солдатів, і розділили їх на чотири армії. Валерій Левін рушив до Таранто з армією в 30 000 легіонерів і допоміжних військ. Пірр рушив із Таранто назустріч своїм союзникам, але зустрівся з римською армією і вирішив битися з нею поруч із Гераклеєю . Битву при Гераклеї виграв Пірр, хоча втрати були дуже великі. Після прибуття в Італію Пірр думав, що римська армія буде легко розбита його македонською фалангою. Однак римські легіони виявилися сильнішими, ніж очікувалося. Крім того, Рим зміг зібрати велику кількість легіонів, тоді як Пірр був далеко від дому і мав із собою лише кілька ветеранів.
Пірр рушив до Риму з наміром згуртувати народи, якими керували римляни, і підкорити місто, але він не досягнув успіху в цьому і був змушений повернутися до Апулії.
У 279 році до нашої ери Пірр переміг іншу римську армію в битві при Аскулумі (сучасний Асколи Сатріано, Фоджа), знову ж таки з багатьма втратами. Більшість людей, яких Пірр привіз з Епіру, були інвалідами або мертвими, включаючи майже всіх його офіцерів та друзів. Вербувати було б неможливо, та і його союзники були ненадійними. Римляни, з іншого боку, швидко замінили свої втрати новими людьми, і з кожною поразкою римляни ставали все більш рішучими на перемогу. У той же час Пірр отримав пропозицію від сицилійських грецьких колоній Сіракузи, Леонтіні та Агрігента очолити їх у війні проти карфагенян і виїхав з Італії на Сицилію, призупинивши війну проти Риму й залишивши гарнізон у Таранто. .
У 276 році до нашої ери, тарентійці відкликали Пірра і король із задоволенням повернувся зі своєї сицилійської пригоди. Війна проти Риму була поновлена, але цього разу Пірра зрівняли римляни в битві при Беневенті (275 р. до н. е.) і вирішили відмовитися від італійської кампанії, оскільки Антігон II Македонський не посилав йому підкріплення. Через шість років Пірр повернувся до Епіру лише з 8500 чоловіками: у Таранто залишився гарнізон під командуванням віце-командувача Пірра Мілона.
В 272 році до нашої ери римляни завоювали місто шляхом зради грецьких солдатів і зруйнували оборонні стіни міста. Тридцять тисяч грецьких жителів були продані як раби, а багато витворів мистецтва вивезені до Риму.

#### Друга Пунічна війна

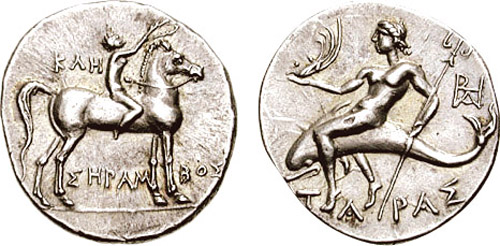
Монета відчеканена під час пунічної окупації. Зображення взято з класичних тарентійських монет, але монета відповідає стандартам пунічних монет.

Під час Другої Пунічної війни римляни встановили гарнізон у місті, боячись, що воно може перейти до Ганнібала . Проте групу тарентійських заручників, утримуваних в Римі, спіймали при спробі втечі й викинули зі скелі Тарпей як зрадників; ймовірно, через це антиримські настрої в місті значно посилилися. Два члена прокарфагенської фракції міста, в 212 році до нашої ери, дозволили Ганнібалу увійти в місто, хоча він не зміг захопити цитадель міста, яку захищали римські війська. Через те, що Ганнібал не зміг захопити цитадель, він не зміг використовувати Тарент як великий порт і місце для вторгнення в Італію. Армія була змушена перевозити човни через місто, щоб відплисти з бухти. Місто підтримало його війну проти Риму, але в 209 році до нашої ери командир бруттських сил зрадив місто римлянам. Почалася невибіркова різанина, і серед жертв були брутці, які зрадили місто. Згодом тридцять тисяч грецьких жителів були продані як раби. Скарби мистецтва Тарента, включаючи статую Ніке (Перемога), були вивезені до Риму.

## Римська республіка та імперія

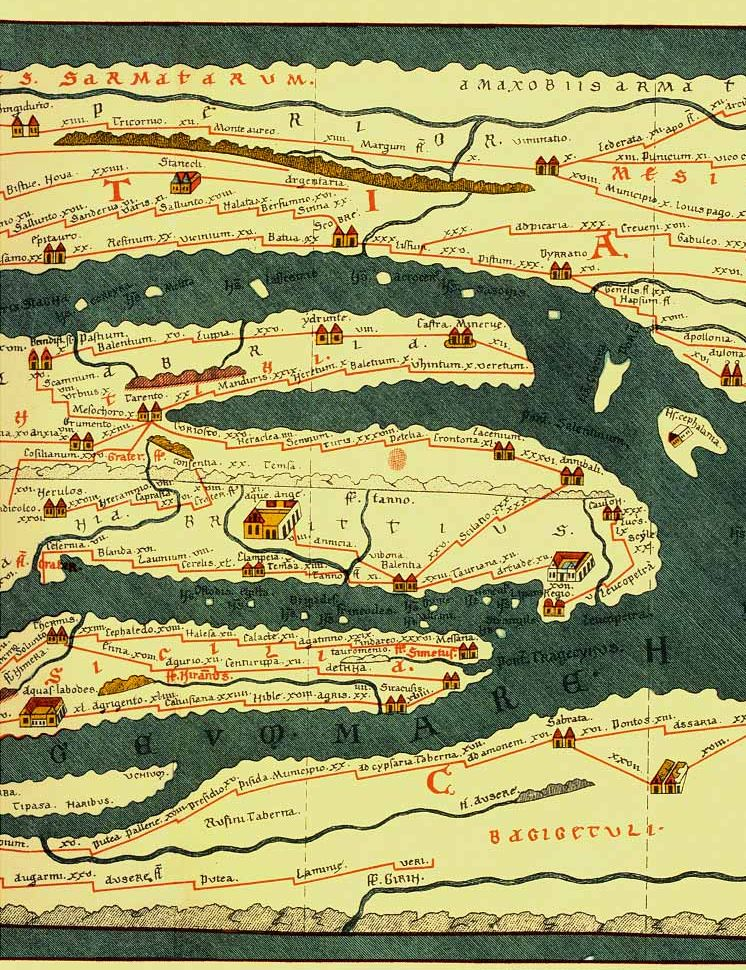
Частина Tabula Peutingeriana, римська карта Імперії, що показує Тарент.

Ще в античні часи він славився своїм прекрасним кліматом. У стародавні часи були відомі його поети Аполлодор і Кліній, його художник Зевксіс і математик Архіт.
У 122 році до нашої ери поруч із Таранто була заснована римська колонія згідно із законом, запропонованим Гаєм Семпронієм Гракхом . Колонія отримала назву Нептунія на честь римського бога моря Нептуна, якому поклонялися тарентинці. Римська колонія була відокремленою від грецького міста й населена римськими колоністами, але пізніше у 89 році до нашої ери, коли Таранто став муніципієм, вона була об'єднана з головним центром.
У 37 р. до н. е. Марк Антоній, Октавіан і Лепід підписали Тарентський договір, продовживши дію другого тріумвірату до 33 р. до н. е.
Тарент мав міське право Lex municipii Tarenti ; часткову копію, вписану на бронзові пластини та виявлену у 1894 році Луіджі Віолою, і зараз знаходиться в Національному археологічному музеї Неаполя .
Під час пізньої республіки та всієї Римської імперії Таранто був простим провінційним містом (префектура Італії, єпархія Italia suburbicaria, провінція Апулія та Калабрія). Імператор Траян намагався протидіяти скороченню населення, віддаючи тарентинські землі своїм ветеранам, але ця ініціатива зазнала невдачі. Під час пізньої імперії слідував історії Італії, з нападами вестготів і пануванням остготів.

## Римська, ломбардська, арабська та нормандська середня епоха

### Римське та лангобардське панування
Після готських війн Таранто знову в 540 році був завойований Римською імперією і перебував під ними, поки лангобарди (або лонгобарди) герцогства Беневенто не захопили його в 662 році.
Навесні 663 року Василев Констанс II прибув до Таранто з флотом і військом і розбив лангобардів: це був перший раз, коли візантійський імператор з Константинополя прибув до Італії з військом. Згодом він завоював Апулію і відправився в Рим, щоб зустрітися з папою Віталіаном .
Після повернення імператора до Константинополя, почалася нова війна між візантійцями та герцогством Беневентум, яка тривала роками. Герцог Грімоальд завоював північну Апулію, а його син Ромоальд у 686 році відібрав Таранто та Бріндізі від імперської армії.
У 8 столітті північноафриканські мусульманські бербери почали набігати на Таранто та південну Італію; сарацинська загроза тривала до 11 ст.

### Арабське панування
Перші роки IX століття характеризувались внутрішніми бійками, які послабили владу лангобардів. У 840 році лангобардський принц, який перебував у полоні в Таранто, був звільнений власними партизанами та доставлений до Беневенто де став герцогом. У той же час сарацини взяли під контроль Таранто, скориставшись слабким лангобардським контролем. Таранто на сорок років став арабською фортецею і привілейованою гаванню. Саме звідси кораблі, навантажені полоненими, відпливали до арабських портів, де полонених продавали на ринку рабів. У тому ж 840 році викликаний імператором Феофілом, арабський флот залишив Таранто, розбив у Тарантській затоці венеціанський флот із 60 кораблів, і увійшов в Адріатичне море, пограбувавши прибережні міста.
У 850 році чотири сарацинські колони вирушили з Таранто і Барі, щоб розграбувати Кампанію, Апулію, Калабрію та Абруцці . У 854 році Таранто знову став базою для арабського рейду на чолі з Аббасом ібн-Фейдом, який розграбував ломбардську провінцію Салерно .В 871 Два арабські флоти прибули до Таранто і пізніше, в 875 році, несучи війська, які розграбували Кампанію та Апулію. Ситуація Південної Італії хвилювала імператора Василя I, який вирішив битися з арабами і відібрати у них гавань Таранто.
У 880, дві візантійські армії, на чолі з генералами Прокопія і Лео Апостайсом, і флотом під командуванням адмірала Насара, відібрали Таранто від арабів, закінчуючи сорок років панування. Серед перших дій, здійснених Апостипом, було поневолення та депортація корінних жителів латино-лонгобардського походження та завезення грецьких колоністів з метою збільшення населення. Таранто став одним з найвпливовіших міст у Лонгобардії, візантійського володіння на півдні Італії. У 882 році сарацини, запрошені герцогом Радельхісом на допомогу, захопили його і деякий час утримували.

### Третє римське правління
Місто постраждало від інших набігів сарацинів. 15 серпня 927 року сарацини на чолі зі слов'янським Сабіром відвоювали та знищили місто, поневоливши та виселивши в Північну Африку всіх уцілілих. Таранто не мав мешканців до повторного завоювання римлян у 967 році.  Римський імператор Никифор II Фока усвідомив вагомість потужної військової присутності та гавані на півдні Італії, і відновив місто. Він додав кілька військових укріплень і зробив Таранто оплотом римського опору проти повстання норманської влади на півдні Італії. Однак слабкість римського місцевого самоврядування піддала Таранто іншим набігам сарацинів. У 977 році на нього напали сарацини на чолі з Абн'л-Касімом, які взяли багато полонених і розграбували місто, спаливши деякі частини Таранто. У 982 році імператор Оттон II розпочав війну проти сарацинів з Таранто, але зазнав поразки від Абн'л-Касіма в битві при Стіло (Калабрія).

### Норманське завоювання
11 століття характеризувалося кровопролитною боротьбою норманів і візантійців за панування над Тарентинськими і Баріотськими землями. У травні 1060 року Роберт Гвіскар завоював місто, але в жовтні Таранто знову окупувала візантійська армія. Через три роки, в 1063 р., нормандський граф Джефрій, син Петра I, увійшов до Таранто, але був змушений тікати, після прибуття візантійського адмірала Михайла Маурікаса. Таранто був остаточно завойований норманами: сини Петрона в 1071 р. обрали першого норманського архієпископа Дрого і підготували флот для завоювання Дураццо.

## Феодальне князівство Таранто (1088—1465)
Таранто став столицею норманського князівства, першим правителем якого був син Роберта Гіскара , Боемунд Тарантський, який отримав його в результаті суперечки про успадкування: його батько зрікся своєї першої дружини, матері Боемонда, і також мав Роджера Борсу, сина від його другої дружини Сікелгайти, яка змінила його на посту герцога Апулії. Боемунд віддали Таранто із землями, які охоплювали майже всю п'яту Апулії. Князівство Таранто протягом своєї 377-річної історії було іноді могутнім і майже незалежним феодальним володінням Сицилійського королівства (а пізніше Неаполя), а іноді лише титулом, який часто давався спадкоємцю корони або ж чоловіку правлячої королеви. Коли дім Анжу був розділений, Таранто впав до Дураццо (1394—1463).
Фердинанд I Неаполітанський, також відомий як король Ферранте, об'єднав князівство Таранто з Неаполітанським королівством після смерті своєї дружини Ізабелли Тарантської (Клермон). Князівство закінчилося, але королі Неаполя продовжували надавати титул принца Тарантського своїм синам, насамперед майбутньому Альфонсу II Неаполітанському, герцогу Калабрії, старшому синові Ізабелли.

## Від Ренесансу до Наполеона
У березні 1502 року іспанський флот короля Фердинанда II Арагонського, який був союзником Людовіка XII Франції, захопив порт і завоював Таранто.
У 1504 році король Фердинанд III відважно захищав цю кінцівку свого королівства, але був змушений поступитися іспанському генералу Консалво де Кордова .
У 1570 році адмірал Джованні Андреа Доріа розмістив свій флот з 49 галер у Мар-Гранде для ремонту та постачання своїх кораблів. Серед людей на флоті був Мігель де Сервантес . Пізніше флот об'єднався з іншими частинами Християнської ліги і в 1571 році розгромив турецький флот при Лепанто: також у битві брали участь деякі тарентійські вельможі.
У 1647 році повстання Масаніелло в Неаполі досягло і Таранто. Місто також приєдналося до Парфенопейської республіки 1799 року, з 8 лютого по 8 березня того ж року, але це знову стало невдачею.
У 1746 році в Таранто проживало 11 526 жителів. Усі вони були зібрані на маленькому острові, серед великої кількості релігійних інститутів і церков. Франческо Антоніо Кало, дворянин, у 1765 році розпочав святкування таємниць Страсного тижня. Сьогодні вони є найважливішою і відвідуваною подією Таранто.
Після поразки Фердинанда IV Неаполітанського під Монтереджіо і наступного Флорентійського миру, в 1801 році французький генерал Ніколя Сульт з 13 000 солдатів зайняв провінції Барі, Лечче і гавань Таранто. Наполеон хотів побудувати фортецю, щоб тримати під тиском британську базу Мальта . 23 квітня 1801 року 6000 французькі солдати Armée d'observation du midi увійшли в Таранто (на той час 20 000 жителів) і укріпили його, щоб отримати " своєрідний Гібітрей " (Наполеон). 25 березня 1802 року Франція та Велика Британія підписали Ам'єнський договір, за яким Франція вимагала залишити Південну Італію, але після оголошення Великою Британією війни проти Франції, 23 травня 1803 року Армія з обсервації міді повернулася до Таранто під командуванням генерала Лорана Гувіона де Сен-Сір. Серед французьких офіцерів у Таранто є також романіст П'єр Чодерлос де Лакло, генерал артилерії та експерт з фортифікації, який загинув у Таранто 5 вересня 1803 року. 15 лютого Жозеф Бонапарт став королем Неаполя, а 3 травня відвідав укріплення Таранто. Присутність французьких військ і оборонних споруд принесли користь тарентинській економіці. У 1805 році російський флот у союзі з англійцями перебував там кілька місяців.
30 березня 1806 року за указом Бонапарта Таренте (французька назва міста) було створено один із шести спадкових герцогських великих феонів у Неаполітанському королівстві, присудженим маршалу Макдональду в 1809 році (лінія зникла в 1912 році).
Після занепаду влади Наполеона і поразки Йоахіма Мюрата в битві при Толентіно, Південна Італія і Таранто повернулися під владу династії Бурбонів, утворивши Королівство Обох Сицилій .

## Після об'єднання Італії
9 вересня 1860 року Таранто став частиною тимчасового уряду, заснованого Джузеппе Гарібальді після його завоювання королівства двох Сицилій. У наступному році вся Південна Італія була приєднана до Королівства Савойської династії П'ємонте-Сардинія, яке стало Італійським королівством . В ці роки в Таранто проживало 27 000 жителів.

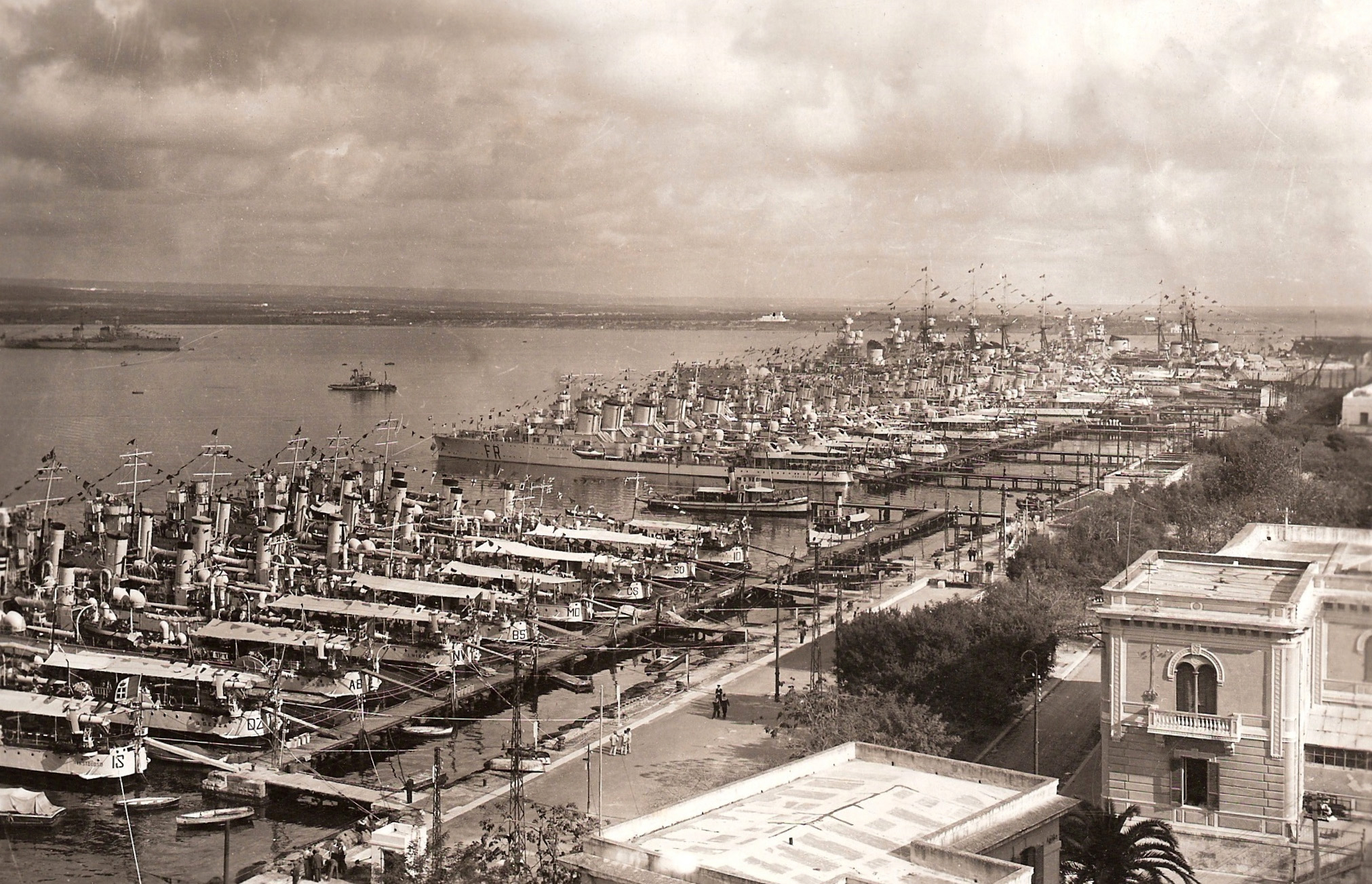
Військово-морська база Таранто для першої ескадрильї Королівського флоту Італії (Примітка: фото 1930-х років).

У період з травня по червень 1866 року, новоспечена Regia Marina — Королівство Італійського флоту, в результаті об'єднання Сардинської, неаполітансько-сицилійської, тосканської і Папських флотів — зібрали в Таранто гавані, з приводу оголошення війни проти Австрії (Третя Війна за незалежність). 21 червня, на один день пізніше, для дозволу адміралу Карло ді Персано отримати почесне громадянство Тарента, флот вирушив у Адріатичне море. Після поразки італійського флоту під Ліссою, Персано був поставлений під суд за некомпетентність і боягузтво, а його легкі дні в Таранто вказали на його погану поведінку.
Під час Першої світової війни Таранто був базою військових кораблів Regia Marina. 2 серпня 1916 року Леонардо да Вінчі та Конте ді Кавур " затонув після імовірної диверсії.
У ніч на 11 листопада 1940 року, під час Другої світової війни, італійські кораблі, які стояли на якорі в Мар-Гранде і Мар-Пікколо, були серйозно пошкоджені британськими військово-морськими силами в битві під Таранто .
9 вересня 1943 року в рамках вторгнення союзників (операція Slapstick), британські війська висадилися поблизу порту 9 вересня 1943 року в рамках вторгнення союзників (операція Slapstick).